# 爱丽·兰德里
 爱丽·兰德里（英語：Ali Germaine Landry，1973年7月21日—），出生于美国路易斯安那州，是世界级著名模特。

## 奖项荣誉
1996年，爱丽·兰德里被评选为美国小姐。
2000年《FHM》杂志选为世界最性感女人第80位。
2001年《FHM》杂志选为世界最性感女人第18位。
2002年《FHM》杂志选为世界最性感女人第63位。
2003年，爱丽·兰德里被男人杂志《FHM》评为全球百大性感美人，紧排在安吉莉娜·莱丽后面的第35名，并被《people》杂志评为全球最美丽的女人。

## 职业生涯

### 电影
- 2000年，《美若天仙》
- 《谁是老爸》
- 《魅力》
- 《哈骚派》
- 《Soulkeeper》

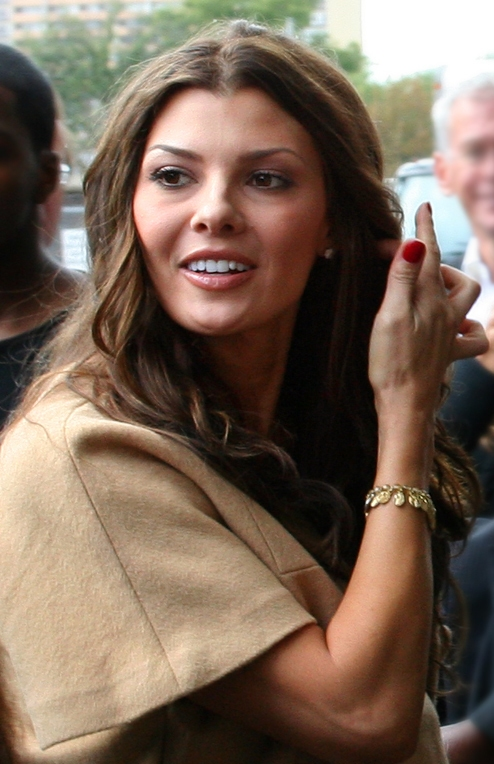
爱丽·兰德里在2006年多伦多国际电影节

- 《Battle of the Network Stars》

### 电视节目
- 《美国漂亮宠物》